# Anticosti
Anticosti (französisch Île d'Anticosti; englisch Anticosti Island; innu-sprache Notiskuan; mi'kmaq-sprache Natigostec) ist eine Insel in der kanadischen Provinz Québec.
Sie liegt westlich von Neufundland und nördlich der Halbinsel Gaspésie im Sankt-Lorenz-Golf. Bei einer Fläche von etwa 7890 km² ist sie 217 km lang und 16 bis 48 km breit. Die Volkszählung im Jahr 2021 ergab eine Bevölkerung von 177 Einwohnern (in 95 Wohneinheiten), nachdem die Volkszählung im Jahr 2016 noch eine Bevölkerung von 218 Einwohnern ergeben hatte. Der einzige größere Ort ist Port Menier, im Westen der Insel, wobei die Karte noch einen zweiten Ort, Rivière-aux-Saumons, im Osten zeigt.
Die Insel war nie von Indianern besiedelt worden. Erstmals von einem Europäer entdeckt wurde sie 1534 von Jacques Cartier. Von 1763 bis 1774 war sie Teil der britischen Kolonie Neufundland, wechselte später mehrfach die Zugehörigkeit zwischen Neufundland und Québec, wo es seit 1825 verblieben ist. 1937 versuchte das Deutsche Reich die Insel zu kaufen. Heute ist sie ein Provinzpark.
Im Jahr 2023 erklärte die UNESCO während der 45. Session des Welterbekomitees die sich auf der Insel befindende Fundstelle der Fossilien des ersten Massenaussterbens der Tierwelt zum UNESCO-Weltnaturerbe.

## Geschichte

### Frühgeschichte und Kolonialzeit
Während Jahrtausenden war Anticosti Jagdgebiet der auf dem Festland lebenden Ureinwohner. Die Innu jagten jeweils im Frühjahr auf der Insel Otter, auch Mi'kmaq suchten die Inseln auf, doch scheinen dort keine Menschen dauerhaft gewohnt zu haben.
Jacques Cartier sah die Insel auf seiner ersten Reise (1534) nur vom Schiff aus, nannte sie im nächsten Jahr l’Assomption (Mariä Himmelfahrt). Um 1609 erschien erstmals die lateinische Version Anticosty. Gelegentlich landeten hier wohl französische, baskische und portugiesische Fischer, doch überließen sie die Jagdgebiete weitgehend den Innu.
1680 vergab König Ludwig XIV. die Insel zusammen mit dem nördlich davon gelegenen Mingan-Archipel an den Entdecker Louis Joliet. 1681 ließ er auf zwei Acre im Nordwesten der Insel die Bäume fällen, um einen Handelsposten zu bauen. Die Gesellschaft kaufte Fisch und Robbenöl von den Innu und verkaufte es nach Québec. Nach Joliets Tod im Jahr 1700 übernahm sein Sohn Charles die Seigneurie über die Insel, doch nach dessen Tod gab man den Posten auf.
Mit dem Pariser Frieden von 1763, der auch den Siebenjährigen Krieg in Nordamerika beendete, kam die Insel in britischen Besitz. Sie gehörte zunächst zur Kolonie Neufundland, wurde jedoch 1774 wieder an Québec gegeben. Zwei weitere Male wechselte sie die Zugehörigkeit, kam aber 1825 endgültig an Québec. Obwohl Anticosti an ein Unternehmenskonsortium verkauft wurde, kam es nie zu einer Nutzung seitens der Briten.

### Privatbesitz
Das änderte sich nach der Gründung Kanadas. 1872 erwarb die Anticosti Company, besser bekannt unter dem Namen Forsyth Company, das Eiland. Einige akadische und Neufundländer Familien siedelten sich an der English Bay, bei Lance au Cutter und an der Fox Bay an. Doch wenig später ging die Gesellschaft bankrott. Dennoch blieben die Siedler, obwohl die Provinzregierung sie zurückholen wollte. 1884 wurde die Insel erneut gekauft, diesmal von Francis William Stockwell, einem Briten, und zwei Québecern. Doch auch dieses Unternehmen scheiterte und die kanadische Regierung weigerte sich, Anticosti zurückzukaufen.
1895 kaufte der französische Schokoladenunternehmer Henri Menier Anticosti für 125.000 Dollar. Er benannte die English Bay in Bay-Holy-Clare um, die Geschäfte führte George Martin Zede. Menier verlangte nun eine Abgabe von den noch immer dort ansässigen Neufundländern, die jedoch die Zahlung verweigerten. Darauf verklagte er die Familien 1896 wegen Piraterie, musste sich aber nach einem Prozess schließlich bei ihnen entschuldigen. So führte Menier 150 Hirschkühe aus Virginia ein, um wenigstens ein Geschäft mit der Jagd machen zu können. Der eingeführte Weißwedelhirsch hat sich seitdem stark ausgebreitet, der Bestand wird auf mehr als 150.000 Exemplare geschätzt. Die Ansiedlung von Amerikanischen Bisons und Wapitis bzw. Rothirschen scheiterte jedoch. 1899 wendete sich das Blatt zu Ungunsten der Neufundländer, denn nun verlangte die kanadische Regierung ihren Abzug. Diese wehrten sich aber, zuletzt mit Waffengewalt. John Stubbert, der Betreiber der Telegraphenstation, musste für einige Zeit ins Gefängnis. Wie beim ersten Prozess vertrat auch diesmal die Presbyterianerkirche die Angeklagten.
Die kanadische Regierung siedelte die Familien schließlich gewaltsam nach Renfrew und Perth in Ontario bzw. nach Dauphin in Manitoba um. Da hier vor allem französische Bürokratie gegen die englischen Siedler stand, kam es in der Presse zu heftigen Debatten.
Henri Menier heiratete derweil und erbaute Port Menier und sein Haus mit Blick auf die Bucht. Inzwischen lebten 200 Menschen in Bay-Holy-Clare, 127 in L’Anse au Cutters und 14 am Fox River. Menier starb 1913, ihm folgte sein Bruder Gaston Menier als Besitzer der Insel. Er verkaufte sie 1926 für 6,5 Millionen Dollar an die Anticosti Corporation, ein Konsortium, das aus der St. Maurice Valley Corporation, der Port Alfred Pulp and Paper Company und der Wayagamack Pulp and Paper Company bestand. Bis 1929 florierte das Unternehmen und holzte einen erheblichen Teil des Waldbestandes ab. Doch 1931 musste Anticosti an die Consolidated Paper Corporation verkauft werden. Sie schlug weiterhin Holz ein, versuchte sich aber auch in Fischerei und – erstmals – Tourismus.

### Deutsche verhandeln über den Kauf der Insel
Schon 1918, als während des Ersten Weltkriegs deutsche U-Boote in der St.-Lorenz-Mündung auftauchten, warnte Martin-Zédé, der Director-General von Anticosti Island vor der Unterschätzung der strategischen Bedeutung der Insel, die den Eingang zum größten Strom Kanadas blockieren konnte.
Am 29. Juli 1937 erhielt ein Finanzier aus Montreal eine Kaufoption auf die Insel, die er an einen Alois Miedl in Amsterdam weitergab. Während des Sommers besuchten dreizehn Deutsche Anticosti und inspizierten die Insel. Am 2. Dezember spekulierte die Montreal Gazette erstmals über „Germans Negotiating Purchase of Anticosti“. William Glyn, der zufälligerweise mit den 13 Männern im selben Hotel Aufenthalt genommen hatte, identifizierte „Dr. Wollert und Captain Mueller“ als Führer der Besuchergruppe und als Vertraute Hitlers. Er meldete dies der Regierung und forderte, die Tätigkeiten des Präsidenten der Consolidated Paper Corp., L. J. Belnap, zu untersuchen, der sich Anfang 1938 mit einem Untersekretär des Außenministeriums traf. Schon am 14. Dezember war ein Memorandum an den Premierminister Mackenzie King gegangen. Dennoch geschah nichts, zumal das Unternehmen in der unterentwickelten Region bis zu 2500 Arbeitsplätze versprach.
Das änderte sich mit der Okkupation Österreichs durch Deutschland im März 1938. Kriegsminister Ian Mackenzie warnte davor, dass Deutschland entweder Rohstoffe über die Insel beschaffen oder gar eine Militärbasis einrichten wolle. Die US-Regierung war besorgt, Hermann Göring schrieb an Mackenzie King. Dieser antwortete am 12. Mai, dass es keinerlei Restriktionen für die Ausfuhr von Holz gebe, doch gelte dies möglicherweise nicht für die Zukunft. Außerdem habe die Provinz Québec soeben die Ausfuhr von Holz untersagt.
Inzwischen hatte die Hauptversammlung der Noch-Besitzer von Anticosti dem Verkauf am 27. April zugestimmt. Am 17. Mai wurde der Premierminister im Parlament direkt gefragt, ob es im kanadischen Interesse sei, die Insel zu verkaufen, was der Premierminister verneinte. Ende Juli, nachdem Gerüchte über die angebliche Anwesenheit eines Vertrauten Hitlers durch die Presse gingen, wurde eine Delegation auf der HMCS Skeena zur Insel geschickt. Doch die Mannschaft fand nichts, was auf Verproviantierung, Festungsbauten oder sonstige militärische Vorbereitungen hätte hinweisen können.
Mit dem beginnenden U-Boot-Krieg wurde der Verkauf ohne großes Aufheben von der Tagesordnung genommen. 1953 brannte die Consolidated Paper Consortium Limited das Menier-Haus aus angeblichen Sicherheitsgründen nieder.

### Vom Provinzpark zum Nationalpark
1974 kaufte die Regierung der Provinz Québec die Insel für 26.363.000 Dollar zurück und machte 2001 aus einem Teil der Insel einen Provinzpark, den Parc national d'Anticosti bzw. Anticosti National Park. Er umfasst 572 km², dazu kommen noch zwei ökologische Rückzugsräume (ecological reserves), nämlich Pointe-Heath (19 km²) und Grand-Lac-Salé (24 km²).
Die Insel, die etwa zwanzig Millionen Jahre einen Teil des Meeresgrunds bildete, ist heute von einer bis zu 1000 m dicken Sedimentschicht bedeckt, die zahlreiche Fundstätten für Paläontologen bietet. Während der letzten Eiszeit war die Insel von einem so schweren Eismantel bedeckt, dass sie bis zu 150 Meter einsank, um danach langsam wieder aufzutauchen. Dabei hinterließen schmelzendes Eis und abfließende Wassermassen zahlreiche Schluchten auf der Insel.
Neben den weit über 100.000 Weißwedelhirschen (Odocoileus virginianus) existieren 24 Flüsse, in denen Lachse vorkommen. Vor der Besiedlung gab es auf der Insel nur sieben Säugetierarten: den Amerikanischen Schwarzbären (Ursus americanus), den Nordamerikanischen Fischotter (Lutra canadensis), Rotfuchs (Vulpes vulpes), den Fichtenmarder (Martes americana), die Hirschmaus (Peromyscus maniculatus) und zwei Fledermausarten aus der Gattung der Mausohren, die Little brown bat und die Northern long-eared myotis (Myotis lucifugus und Myotis septentrionalis).
Eingeführt wurden seitdem der besagte Hirsch, Elch (Alces alces) (von ihm dürfen jährlich 9.000 abgeschossen werden), der Schneeschuhhase (Lepus americanus), der Kanadische Biber (Castor canadensis) sowie die Bisamratte (Ondatra zibethicus), muskrat genannt.
Die Vogelpopulation weicht nur geringfügig vom benachbarten Festland ab, doch existiert hier eine der größten Kolonien von Weißkopfseeadlern (Haliaeetus leucocephalus) in ganz Nordamerika. Reptilien und Amphibien waren hier ursprünglich nicht heimisch, doch sind mehrere Froscharten eingeführt worden.
Bis auf kleinere Holzeinschläge, die schon früher begannen, wurde erst Anfang des 20. Jahrhunderts zu den für Nordamerika typischen Kahlschlägen übergegangen. Hierbei lassen sich vier Phasen unterscheiden: 1908–1918 (1.800.000 m³), 1926–1930 (1.300.000 m³), 1946–1971 (145.000 bis 360.000 m³ pro Jahr) und seit 1995 (beginnend mit 100.000 m³ pro Jahr, 1999 und 2000 auf 150.000 m³ erhöht, seit 2005 auf 175.000 m³ erhöht).
1978 wurden die Moore am Ostrand der Insel und die dortige Steilküste, die ein wichtiges Brutgebiet für Vögel darstellt, unter Schutz gestellt. Es entstand die Réserve écologique de la Pointe-Heath. 1996 wurde an der Südküste die Réserve écologique du Grand-Lac-Salé eingerichtet, die die größten Salzmarsche der Region Anticosti-Minganie, den sogenannten „Großen Salzsee“, schützt.